# 中山民眾學校
中山民眾學校 是國民政府軍事委員會委員長南昌行營從民國二十三年（1934）開始在江西省及其他所轄地區創立的短期特種教育機構。主要的目的是收復共產黨佔領區之後，用以消除中國共產黨所留下的政治影響。

## 概述
民國二十二年，國軍收復江西省蓮花縣後，縣政府召集當地兒童施以軍事政治教育，成效顯著，引起了國民黨高層的注意。民國二十二年，江西省政府主席熊式輝向軍事委員會提出〈江西省收復區特種教育計畫大綱〉，預算銀十八萬元，由南昌行營補助十二萬元，省政府籌撥六萬元。時任行營秘書長兼任第二廳廳長的楊永泰在民國二十三年三月二十日各省高級行政人員奉召南昌集會第四次集會上表示：
......江西蓮花縣匪患甚久，去年收復，縣政府把受過匪化的兒童，都施以類似軍事的組織，每天授以黨義、精神講話、國民常識、唱歌、遊戲和兵操等等，每星期日召集各村隊長，加以訓練，試辦數月，成效大著。不但漸漸的覺悟過去被匪欺騙之不當，並信仰三民主義為救國唯一主義。又能幫助壯丁隊放哨，擔任查驗路單，協助封鎖和偵查；其工作效率，較之成年壯丁差不多，而敏捷過之。由此看來，凡是收復匪區，實有仿效蓮花縣的辦法，普遍施以一種特別教育之必要。委員長現決定在行營附設一個贛閩豫鄂皖五省種教育委員會，訓練師資，寬籌的款專辦五省收復匪區之特種教育事宜。在匪區各鄉，普設中山民眾學校，分為兒童班，成年班，婦女班，嚴格的施予一種管教養衛的訓練。
民國二十三年九月，南昌行營公佈〈贛閩皖豫鄂五省特種教育計劃綱要〉，將蓮花縣的特種教育經驗推廣到贛閩皖豫鄂五省，明文規定收復區應設中山民眾學校，每匪區收復縣份平均應設中山民眾學校十二所，並且開辦成人班和婦女班。
除了一般的學科教育，中山民眾學校的教師和校長還要指導軍事訓練，甚至農業的產銷和經營，張智瑋認為中山民眾學校「成為當時收復地區社會活動的中心，反映了蔣中正欲藉由特種教育改良地方社會環境與文化的重要企圖」

## 課程內容
兒童班招收十到十六歲兒童，不分性別，以四十到六十人為一班。每天上午或下午授課二小時，授以國語、體育、勞作、自衛、算術五科，廢止日曜日及寒暑假，一年畢業。教材以教育部編印之「短期小學課本」改編，並加入適合各該省需要之教材。
成人班招收十六到五十歲民眾，以三十到五十人為一班，每天上課二小時，得於晚間舉行，授以公民、體育、勞作、自衛、算術五科，四個月畢業，上課時間至少120天。教材以南昌行營剿匪區教育設計委員會編印之「民眾課本」並選編補充教材。婦女班參用成人班課本，並另編適合婦女需要之補充教材。

## 師資
以各縣保送人員及考試合格人員入各省特種教育處受訓，食宿由公費提供。
自民國二十三年二月特種教育處開辦特種教育師資訓練班，每期訓練四個月，至民國二十三年底共計開辦三期，畢業者合計254人（引自張智瑋論文，然其文中未提供出處）。